# Progomphus mexicanus
Progomphus mexicanus – gatunek ważki z rodziny gadziogłówkowatych (Gomphidae). Występuje na terenie Ameryki Środkowej.